# Championnat du monde masculin de curling 1968
Navigation
Édition précédente Édition suivante
Le Championnat du monde masculin de curling 1968 (nom officiel : Air Canada Silver Broom) est le 10e championnat du monde masculin de curling.

Il a été organisé au Canada dans la ville de Pointe-Claire au Québec sur le Pointe Claire Arena.

## Équipes
| Canada                                                                                                   | France | Allemagne                                                                                             | Norvège                                                                                                  |
| Calgary CC, Alberta Skip: Ron Northcott Third: Jimmy Shields Second: Bernie Sparkes Lead: Fred Storey    | Mont d'Arbois CC, Megève Skip: Guy Parodi Fourth: Pierre Boan Third: Martino Parodi Lead: Francois Parodi | EC Bad Tölz Skip: Werner Fischer-Weppler Third: Herbert Kellner Second: Rolf Klug Lead: Heinz Kellner | Bygdøy CC, Oslo Skip: Thor Andresen Third: Lars Askersrud Second: Øivind Tandberg Lead: Anders Landemoen |
| Écosse                                                                                                   | Suède | Suisse                                                                                                | États-Unis                                                                                               |
| Kilgraston & Moncrieffe CC, Perth Skip: Chuck Hay Third: John Bryden Second: Alan Glen Lead: David Howie | IF Göta, Karlstad Skip: Kjell Grengmark Fourth: Roy Berglöf Second: Sven Carlsson Lead: Stig Håkansson    | Thun CC Skip: Franz Marti Third: Ueli Stauffer Second: Peter Staudenmann Lead: Rudolf Rütti           | Superior CC, Wisconsin Skip: Bud Somerville Third: Bill Strum Second: Al Gagne Lead: Tom Wright          |

## Classement
| Pays       | Skip                   | V | D |
| ---------- | ---------------------- | - | - |
| Écosse     | Chuck Hay              | 7 | 0 |
| Canada     | Ron Northcott          | 6 | 1 |
| États-Unis | Bud Somerville         | 5 | 2 |
| Suède      | Kjell Grengmark        | 4 | 3 |
| France     | Guy Parodi             | 2 | 5 |
| Norvège    | Thor Andresen          | 2 | 5 |
| Suisse     | Franz Marti            | 2 | 5 |
| Allemagne  | Werner Fischer-Weppler | 0 | 7 |

*Légende: V = Victoire - D = Défaite

## Résultats

### Match 1
| Équipes                     | 1 | 2 | 3 | 4 | 5 | 6 | 7 | 8 | 9 | 10 | Total |
| --------------------------- | - | - | - | - | - | - | - | - | - | -- | ----- |
| Écosse (Hay)                | – | – | – | – | – | – | – | – | – | –  | 16    |
| Allemagne (Fischer-Weppler) | – | – | – | – | – | – | – | – | – | –  | 8     |

| Équipes           | 1 | 2 | 3 | 4 | 5 | 6 | 7 | 8 | 9 | 10 | Total |
| ----------------- | - | - | - | - | - | - | - | - | - | -- | ----- |
| Suède (Grengmark) | – | – | – | – | – | – | – | – | – | –  | 14    |
| France (Parodi)   | – | – | – | – | – | – | – | – | – | –  | 5     |

| Équipes            | 1 | 2 | 3 | 4 | 5 | 6 | 7 | 8 | 9 | 10 | Total |
| ------------------ | - | - | - | - | - | - | - | - | - | -- | ----- |
| Canada (Northcott) | – | – | – | – | – | – | – | – | – | –  | 21    |
| Suisse (Marti)     | – | – | – | – | – | – | – | – | – | –  | 7     |

| Équipes                 | 1 | 2 | 3 | 4 | 5 | 6 | 7 | 8 | 9 | 10 | Total |
| ----------------------- | - | - | - | - | - | - | - | - | - | -- | ----- |
| États-Unis (Somerville) | – | – | – | – | – | – | – | – | – | –  | 18    |
| Norvège (Andresen)      | – | – | – | – | – | – | – | – | – | –  | 7     |

### Match 2
| Équipes                 | 1 | 2 | 3 | 4 | 5 | 6 | 7 | 8 | 9 | 10 | Total |
| ----------------------- | - | - | - | - | - | - | - | - | - | -- | ----- |
| Canada (Northcott)      | – | – | – | – | – | – | – | – | – | –  | 10    |
| États-Unis (Somerville) | – | – | – | – | – | – | – | – | – | –  | 3     |

| Équipes            | 1 | 2 | 3 | 4 | 5 | 6 | 7 | 8 | 9 | 10 | Total |
| ------------------ | - | - | - | - | - | - | - | - | - | -- | ----- |
| Suisse (Marti)     | – | – | – | – | – | – | – | – | – | –  | 11    |
| Norvège (Andresen) | – | – | – | – | – | – | – | – | – | –  | 10    |

| Équipes           | 1 | 2 | 3 | 4 | 5 | 6 | 7 | 8 | 9 | 10 | Total |
| ----------------- | - | - | - | - | - | - | - | - | - | -- | ----- |
| Écosse (Hay)      | – | – | – | – | – | – | – | – | – | –  | 13    |
| Suède (Grengmark) | – | – | – | – | – | – | – | – | – | –  | 7     |

| Équipes                     | 1 | 2 | 3 | 4 | 5 | 6 | 7 | 8 | 9 | 10 | Total |
| --------------------------- | - | - | - | - | - | - | - | - | - | -- | ----- |
| France (Parodi)             | – | – | – | – | – | – | – | – | – | –  | 13    |
| Allemagne (Fischer-Weppler) | – | – | – | – | – | – | – | – | – | –  | 8     |

### Match 3
| Équipes                     | 1 | 2 | 3 | 4 | 5 | 6 | 7 | 8 | 9 | 10 | Total |
| --------------------------- | - | - | - | - | - | - | - | - | - | -- | ----- |
| Suède (Grengmark)           | – | – | – | – | – | – | – | – | – | –  | 22    |
| Allemagne (Fischer-Weppler) | – | – | – | – | – | – | – | – | – | –  | 5     |

| Équipes         | 1 | 2 | 3 | 4 | 5 | 6 | 7 | 8 | 9 | 10 | Total |
| --------------- | - | - | - | - | - | - | - | - | - | -- | ----- |
| Écosse (Hay)    | – | – | – | – | – | – | – | – | – | –  | 15    |
| France (Parodi) | – | – | – | – | – | – | – | – | – | –  | 4     |

| Équipes                 | 1 | 2 | 3 | 4 | 5 | 6 | 7 | 8 | 9 | 10 | Total |
| ----------------------- | - | - | - | - | - | - | - | - | - | -- | ----- |
| États-Unis (Somerville) | – | – | – | – | – | – | – | – | – | –  | 17    |
| Suisse (Marti)          | – | – | – | – | – | – | – | – | – | –  | 6     |

| Équipes            | 1 | 2 | 3 | 4 | 5 | 6 | 7 | 8 | 9 | 10 | Total |
| ------------------ | - | - | - | - | - | - | - | - | - | -- | ----- |
| Canada (Northcott) | – | – | – | – | – | – | – | – | – | –  | 13    |
| Norvège (Andresen) | – | – | – | – | – | – | – | – | – | –  | 8     |

### Match 4
| Équipes            | 1 | 2 | 3 | 4 | 5 | 6 | 7 | 8 | 9 | 10 | Total |
| ------------------ | - | - | - | - | - | - | - | - | - | -- | ----- |
| Norvège (Andresen) | – | – | – | – | – | – | – | – | – | –  | 12    |
| France (Parodi)    | – | – | – | – | – | – | – | – | – | –  | 11    |

| Équipes                     | 1 | 2 | 3 | 4 | 5 | 6 | 7 | 8 | 9 | 10 | Total |
| --------------------------- | - | - | - | - | - | - | - | - | - | -- | ----- |
| Suisse (Marti)              | – | – | – | – | – | – | – | – | – | –  | 16    |
| Allemagne (Fischer-Weppler) | – | – | – | – | – | – | – | – | – | –  | 6     |

| Équipes            | 1 | 2 | 3 | 4 | 5 | 6 | 7 | 8 | 9 | 10 | Total |
| ------------------ | - | - | - | - | - | - | - | - | - | -- | ----- |
| Canada (Northcott) | – | – | – | – | – | – | – | – | – | –  | 7     |
| Suède (Grengmark)  | – | – | – | – | – | – | – | – | – | –  | 5     |

| Équipes                 | 1 | 2 | 3 | 4 | 5 | 6 | 7 | 8 | 9 | 10 | Total |
| ----------------------- | - | - | - | - | - | - | - | - | - | -- | ----- |
| Écosse (Hay)            | – | – | – | – | – | – | – | – | – | –  | 11    |
| États-Unis (Somerville) | – | – | – | – | – | – | – | – | – | –  | 6     |

### Match 5
| Équipes                 | 1 | 2 | 3 | 4 | 5 | 6 | 7 | 8 | 9 | 10 | Total |
| ----------------------- | - | - | - | - | - | - | - | - | - | -- | ----- |
| États-Unis (Somerville) | – | – | – | – | – | – | – | – | – | –  | 8     |
| Suède (Grengmark)       | – | – | – | – | – | – | – | – | – | –  | 4     |

| Équipes            | 1 | 2 | 3 | 4 | 5 | 6 | 7 | 8 | 9 | 10 | Total |
| ------------------ | - | - | - | - | - | - | - | - | - | -- | ----- |
| Écosse (Hay)       | – | – | – | – | – | – | – | – | – | –  | 10    |
| Canada (Northcott) | – | – | – | – | – | – | – | – | – | –  | 5     |

| Équipes                     | 1 | 2 | 3 | 4 | 5 | 6 | 7 | 8 | 9 | 10 | Total |
| --------------------------- | - | - | - | - | - | - | - | - | - | -- | ----- |
| Norvège (Andresen)          | – | – | – | – | – | – | – | – | – | –  | 12    |
| Allemagne (Fischer-Weppler) | – | – | – | – | – | – | – | – | – | –  | 10    |

| Équipes         | 1 | 2 | 3 | 4 | 5 | 6 | 7 | 8 | 9 | 10 | Total |
| --------------- | - | - | - | - | - | - | - | - | - | -- | ----- |
| France (Parodi) | – | – | – | – | – | – | – | – | – | –  | 12    |
| Suisse (Marti)  | – | – | – | – | – | – | – | – | – | –  | 6     |

### Match 6
| Équipes        | 1 | 2 | 3 | 4 | 5 | 6 | 7 | 8 | 9 | 10 | Total |
| -------------- | - | - | - | - | - | - | - | - | - | -- | ----- |
| Écosse (Hay)   | – | – | – | – | – | – | – | – | – | –  | 19    |
| Suisse (Marti) | – | – | – | – | – | – | – | – | – | –  | 8     |

| Équipes            | 1 | 2 | 3 | 4 | 5 | 6 | 7 | 8 | 9 | 10 | Total |
| ------------------ | - | - | - | - | - | - | - | - | - | -- | ----- |
| Suède (Grengmark)  | – | – | – | – | – | – | – | – | – | –  | 15    |
| Norvège (Andresen) | – | – | – | – | – | – | – | – | – | –  | 10    |

| Équipes                 | 1 | 2 | 3 | 4 | 5 | 6 | 7 | 8 | 9 | 10 | Total |
| ----------------------- | - | - | - | - | - | - | - | - | - | -- | ----- |
| États-Unis (Somerville) | – | – | – | – | – | – | – | – | – | –  | 14    |
| France (Parodi)         | – | – | – | – | – | – | – | – | – | –  | 6     |

| Équipes                     | 1 | 2 | 3 | 4 | 5 | 6 | 7 | 8 | 9 | 10 | Total |
| --------------------------- | - | - | - | - | - | - | - | - | - | -- | ----- |
| Canada (Northcott)          | – | – | – | – | – | – | – | – | – | –  | 19    |
| Allemagne (Fischer-Weppler) | – | – | – | – | – | – | – | – | – | –  | 6     |

### Match 7
| Équipes            | 1 | 2 | 3 | 4 | 5 | 6 | 7 | 8 | 9 | 10 | Total |
| ------------------ | - | - | - | - | - | - | - | - | - | -- | ----- |
| Canada (Northcott) | – | – | – | – | – | – | – | – | – | –  | 23    |
| France (Parodi)    | – | – | – | – | – | – | – | – | – | –  | 5     |

| Équipes                     | 1 | 2 | 3 | 4 | 5 | 6 | 7 | 8 | 9 | 10 | Total |
| --------------------------- | - | - | - | - | - | - | - | - | - | -- | ----- |
| États-Unis (Somerville)     | – | – | – | – | – | – | – | – | – | –  | 16    |
| Allemagne (Fischer-Weppler) | – | – | – | – | – | – | – | – | – | –  | 5     |

| Équipes            | 1 | 2 | 3 | 4 | 5 | 6 | 7 | 8 | 9 | 10 | Total |
| ------------------ | - | - | - | - | - | - | - | - | - | -- | ----- |
| Écosse (Hay)       | – | – | – | – | – | – | – | – | – | –  | 13    |
| Norvège (Andresen) | – | – | – | – | – | – | – | – | – | –  | 8     |

| Équipes           | 1 | 2 | 3 | 4 | 5 | 6 | 7 | 8 | 9 | 10 | Total |
| ----------------- | - | - | - | - | - | - | - | - | - | -- | ----- |
| Suède (Grengmark) | – | – | – | – | – | – | – | – | – | –  | 20    |
| Suisse (Marti)    | – | – | – | – | – | – | – | – | – | –  | 6     |

### Playoffs
|  | Semi-Finale | Semi-Finale | Semi-Finale |  |  | Finale | Finale | Finale |
|  |             |             |             |  |  |        |        |        |
|  |             |             |             |  |  | 1      | Écosse | 6      |
|  | 2           | Canada      | 12          |  |  | 2      | Canada | 8      |
|  | 3           | États-Unis  | 2           |  |  |        |        |        |

#### Demi-finale
| Équipes                 | 1 | 2 | 3 | 4 | 5 | 6 | 7 | 8 | 9 | 10 | Total |
| ----------------------- | - | - | - | - | - | - | - | - | - | -- | ----- |
| Canada (Northcott)      | 0 | 2 | 0 | 4 | 1 | 1 | 4 | X | X | X  | 12    |
| États-Unis (Somerville) | 1 | 0 | 1 | 0 | 0 | 0 | 0 | X | X | X  | 2     |

#### Finale
| Équipes                 | 1 | 2 | 3 | 4 | 5 | 6 | 7 | 8 | 9 | 10 | 11 | Total |
| ----------------------- | - | - | - | - | - | - | - | - | - | -- | -- | ----- |
| Canada (Northcott)      | 1 | 0 | 1 | 2 | 1 | 0 | 0 | 1 | 0 | 2  | 0  | 8     |
| Écosse (Hay) ( Marteau) | 0 | 1 | 0 | 0 | 0 | 1 | 1 | 0 | 1 | 0  | 2  | 6     |

| Champion du monde de curling 1968 |
| --------------------------------- |
| Canada 8e titre                   |